# Устинов, Николай Дмитриевич
Николай Дмитриевич Устинов (1931—1992) — советский учёный, радиофизик и радиотехник, член-корреспондент Академии наук СССР (1981), Герой Социалистического Труда (1980). Лауреат Государственной премии СССР в области науки и техники. Основоположник лазерной локации; создатель и руководитель научной школы в области лазерной техники. Автор свыше 100 научных работ.

## Биография
Родился 14 июня 1931 года в Ленинграде в семье Д. Ф. Устинова, рабочего и студента Военно-механического института, будущего государственного деятеля.
С 1941 года жил в Москве, куда переехал его отец. Во время Великой Отечественной войны до 1943 года находился с матерью в эвакуации в Перми. После возвращения в Москву, в 1949 году, окончил среднюю школу № 330 и в этом же году поступил в МВТУ имени Н. Э. Баумана на факультет реактивной техники (ныне — факультет специального машиностроения) и втайне от отца в один из медицинских институтов. Некоторое время он обучался сразу в двух институтах, но по требованию отца «сконцентрироваться на какой-то одной теме» оставил медицину.
Окончил вуз в 1959 году, получив в этот период времени травму позвоночника.
С 1959 года работал на предприятиях военно-промышленного комплекса Москвы. Несколько лет работал в Центральном конструкторском бюро «Луч». В 1978 году был назначен генеральным конструктором боевых лазерных комплексов в НПО «Астрофизика». В дальнейшем был генеральным директором и генеральным конструктором НПО, в котором работал до августа 1986 года.
Одновременно в 1973—1986 годах работал по совместительству на кафедре квантовых оптических систем Московского физико-технического института.
С 1988 по 1991 годы директор Института истории естествознания и техники имени С. И. Вавилова Академии наук СССР.
Кандидат технических наук с 1968 года, доктор технических наук (1977), профессор (1978). Являлся членом межведомственного совета АН СССР, пленума Высшей аттестационной комиссии СССР и редколлегии журнала «Квантовая электроника». Кроме научной занимался общественной деятельностью, будучи членом КПСС, в 1973—1986 годах являлся членом Тушинского районного комитета КПСС Москвы.
Умер 8 ноября 1992 года в Москве. Похоронен рядом с матерью и сестрой в Москве на Новодевичьем кладбище (участок № 6).
В архиве Российской академии наук имеются материалы, относящиеся к Н. Д. Устинову.

## Награды
- Герой Социалистического Труда с вручением ордена Ленина и золотой медали «Серп и Молот». За выдающиеся заслуги в создании новых образцов специальной техники (1980);
- орден Ленина (1980);
- орден Трудового Красного Знамени (1971);
- медаль «За доблестный труд. В ознаменование 100-летия со дня рождения Владимира Ильича Ленина» (1970);
- медаль «За трудовое отличие» (1966);
- медаль «Ветеран труда» (1984);
- Государственная премия СССР в области науки и техники (1975).